# Jezioro Leśne (Kanada i USA)
Jezioro Leśne (ang. Lake of the Woods, fr. Lac des Bois) – jezioro pochodzenia polodowcowego na granicy Kanady (prowincji Ontario) i Stanów Zjednoczonych (stanu Minnesota). Zajmuje powierzchnię około 4350  km².
Zasilane jest w wodę przez Rainy River, Shoal Lake, Kakagi Lake. Posiada odpływ poprzez rzekę Winnipeg do jeziora Winnipeg. Na jeziorze znajduje się około 14,5 tys. wysp, z których największe to: Big Island, Bigsby Island, Oak Island, Flag Island, Penasse Island, Magnuson's Island. Półwysep Aulneau został przekształcony w sztuczną wyspę.
Jezioro Leśne stanowi pozostałość istniejącego w plejstocenie jeziora Agassiz.